# Gare de Békásmegyer
La gare de Békásmegyer est une gare ferroviaire située dans le 3e arrondissement de Budapest en Hongrie. Elle est desservie par la ligne Szentendre du HÉV de Budapest et c'est le terminus de la ligne Békásmegyer.

## Situation ferroviaire
La gare est située à 10,8 kilomètres du terminus Batthyány tér, à une altitude de 104 mètres, parallèle à l'avenue Ország et à la rue Batthyány, près de la place Csobánka, sur les frontières de Budapest.

## Histoire
À la création du HÉV à la fin du XIXe siècle, Békásmegyer était encore une ville séparée de Budapest. Il existait alors deux gares: Békásmegyer felső et Békásmegyer-Pünkösfürdő. Des restes de ces deux anciennes gares sont toujours visibles de nos jours. Békásmegyer est devenu un quartier du 3e arrondissement de Budapest en 1950. Dans les années 1970, une campagne de construction de logements s'est produite. Il était alors nécessaire de développer également les transports en commun: une ligne raccourcie entre Batthyány tér et Békásmegyer a été créé, les deux stations ont été mises hors d'usage et une nouvelle gare a été inaugurée en 1981. C'est le terminus actuel de cette ligne raccourcie et une station de la ligne de Szentendre.

## Service des voyageurs

### Intermodalité
Békásmegyer est un point bien desservi: de nombreuses lignes de bus ont également leur terminus à proximité de la gare. C'est aussi de là que part une ligne d'autobus longue distance du réseau Volánbusz.
- Réseau de bus BKV lignes 34, 134, 160, 204, 243, 296,
- Réseau nocturne de bus BKV lignes 923, 934, 943 et 960,
- Réseau de bus Volánbusz ligne 869.

## À proximité
Dans les environs de la gare, on trouve l'église protestante de Békásmegyer (Békásmegyeri református templom) sur la place Csobánka.